# Khemisset
Khemisset (in berbero: Xemisset, ⵅⴻⵎⵉⵙⵙⴻⵜ; in arabo الخميسات‎?)  è una città del Marocco, capoluogo della provincia omonima, nella regione di Rabat-Salé-Kenitra. La città si trova a 70 km di distanza da Rabat e 55 km da Meknès.
Khemisset è nota per i suoi tappeti di fattura berbera; nelle vicinanze della città sorge il sito archeologico di Oued Beht, il più antico e grande complesso agricolo dell'Nordafrica al di fuori della Valle del Nilo.

## Amministrazione

### Gemellaggi
- Le Havre
- Dreux
- Montauban
- Tolone